# ぐんま一番
『ぐんま一番』（ぐんまいちばん）は、2009年4月から2021年3月まで群馬テレビで毎週金曜日19:30 - 20:00・日曜日（再放送）9:30-10:00に放送されていたテレビ番組。（JST）
タイムマシーン3号がメイン司会を務める群馬県広報・バラエティー番組。略称、「グンイチ」。

## 概要
片岡鶴太郎がMCを務めた「鶴太郎のぐんま一番」（2009年〜2011年）という形で放送スタート。群馬テレビ女子アナウンサーがアシスタント（いいとこ見つけ隊の女性隊員）に付いていた。
鶴太郎降板後に、番組がリニューアルして一新し2代目MCにエレファントジョンが就任。
番組タイトルが「ぐんま一番」名義に変更される。「一番」の所は（イチバン）とカタカナで公式に表記されている。
- 最初は、3代目MCタイムマシーン3号が先代MCのエレファントジョンが残したメモを頼りに群馬県の35市町村を回って、グルメ、観光スポット、群馬の遺跡などを調査していく番組の方式だった。部長をぐんまちゃん、副部長をタイムマシーン3号が務める。タイムマシーン3号関は中之条町（旧・六合村）出身で、群馬にゆかりがある。
- 番組では、ググっと!がキャッチフレーズとしている。
- 30分番組だが、1本のロケ時間は8時間程かかってるそう。

2017年よりエムキャスにより配信されるようになった。ぐんまちゃんTVでは、ロケの裏側が、公開されている。
2018年より東京の荒川区、文京区、千代田区をエリアにする東京ケーブルネットワークにて放送開始。（地デジ10チャンネル　17：30～　本放送の翌週水曜日に更新で毎日放送。ただし、リクエストなど放送されない回もある）
2019年4月26日放送分より、オープニング映像が変更した。バラエティー要素も足してきた。
出演者のコメントなど小さな小窓のワイプにて手話にて通訳されている。
2021年3月19日に最終回（3月21日再放送）「地域の魅力は群馬の魅力」を放送。放送内で、ジャングルポケットがMCを務める新番組『ジャンポケロード』の告知を解禁。

## 年表
- 2009年4月3日、『鶴太郎のぐんま一番』として番組がスタート。群テレ女子アナウンサー2人と群馬の市町村を巡った。
- 2011年から、エレファントジョンがMCに就任。6年間務めた。川辺と横塚も加入。35市町村を巡った。
- 2017年3月、エレファントジョン最後の舞台（ながめ余興場）を披露。
- 4月からタイムマシーン3号がMCとして新加入。高崎市の魅力を伝えたのが初ロケ。
- 人気観光となった千代田町を特集。
- ぐんま一番×あらぶんちょ!のコラボレーション企画を放送。
- 2018年
- 1月12日、『あらぶんちょ!』とコラボ企画第2弾を放送。館林市でこばやしけん太と高松新一（オジンオズボーン）が出演。MCをかけて対決を行なった。
- 3月30日、川辺優紀子が番組を卒業。

翌週4月6日の放送より地元群馬出身のモデルであり新潟在住の山田彩乃が新加入しオープニング映像もリニューアルした。
- 7月6日、女子旅、東吾妻町特集。
- 7月13日、中之条町特集。
- 8月24日、ぐんまちゃん家（銀座7丁目店）と東京で見つめ東京でグンマ愛に溢れた場所や人を紹介。リニューアルオープンした「ぐんまちゃん家」をはじめ全国から注目を浴びる雑誌「ソトコト」編集部の方々も参加した。
- 9月28日、7月〜9月までの総集編を放送。
- 10月5日、横塚沙弥加プレゼンツ!【ホッとうるおう！よりよいみどり】を放送。みどり市 最後に、サプライズで横塚の家族が出演した。11月23日にアンコール放送される。
- 10月19日、「あらぶんちょ!」とのコラボ第3弾。オジンオズボーンがゲスト出演。はじめてのおつかいを太田駅北口でおこなった。東京ケーブルテレビと群馬テレビのカメラ合同ロケは初の出来事。太田市
- 11月16日、野菜王国で再発見！香りで巡る昭和村を特集。
- 12月7日、自然と工場の町、吉岡町を特集。
- 12月14日、川場村のふじやまビレッジで冬のグルメを満喫。
- 2019年
- 1月4日、新春知事特別番組コンベンションで新たな活力を！Gメッセ群馬の放送のため休止。
- 1月11日、2019年の放送一発目。山田彩乃プレゼンツで桐生市を特集。1300年の織物の歴史をもつ桐生市を山田彩乃がナビゲート！職人こだわりの帽子と手ぬぐいの製造の現場を訪問、職人の技術と新たな取り組みに驚きの連発の宣伝部。

最後は、長い歴史を持つ魚屋が新たにオープンさせた食堂で魚料理に舌鼓した。
- 1月18日、片品村を特集。およそ1年ぶりの冬のスノースポーツにおおはしゃぎの宣伝部

だった。
- 1月25日、アンコール（昭和村の特集。）を放送。
- 2月1日、前橋市を特集。絶品コンニャクでスイーツを堪能した。
- 2月8日、玉村町を特集。ゆるキャラの「たまたん」も駆けつけた。
- 2月15日、やよいひめの人気の秘密を特集。
- 3月1日、安中市を特集。
- 4月5日、新年度はメンバー全員で高崎市のカワイイを巡った春旅の模様を放送。オープニングにて番組と出演者が継続決定と発表[6]。
- 4月19日、館林市の桜やこいのぼり祭りをドローンで撮影。B級グルメの麺-1グランプリ3連覇した『花山うどん』の鬼ボラーナを頂いた。
- 10月11日、東国文化で『博物館のシゴトーーク!』
- 10月18日、前橋市
- 11月1日、沼田市
- 11月8日　みんなに話そう地域の魅力　やっぱりぐんま、大好き一番（イオンモール高崎での公開収録）過去のVTRを振り返った。
- 12月13日、渋川市で年忘れ。年内最後の放送となった。
- 2020年
- 1月3日、『総集編　10月～12月』今回は昨年１０月から１２月の総集編。ケイマンゴルフ、カートのレアスポーツ対決やお笑いファイナリスト決戦、さらには、絶品グルメ、公開収録を振り返り。
- 1月10日、『次代へつなげ!太田人』　冠稲荷神社、OTA KNIT、ラグビーワールドカップの日本代表にも6名選ばれたパナソニックワイルドナイツとラグビー体験。ダニエルハウスのピザを頂いた。
- 1月17日、千代田町・大泉町・邑楽町の3町。

千代田町のイチゴ、大泉町のブラジルチーズのおいしさに感動。そして、邑楽町では大迫力の書道パフォーマンスに宣伝部が挑戦した。

## 出演者
ぐんイチレギュラー
番組内で呼ばれ始めた。
メインMC（宣伝副部長）
タイムマシーン3号（山本浩司・関太） - 3代目MC。
女性部員
- 横塚沙弥加[7]みどり市出身[8] で観光大使も務めている。読者モデル。（女性部員）愛称は「ちゃんさや」。横塚のみ、フリップを剥ぐ際『ちゃんさやのペロリ!』と叫ぶのがお決まり。
- 山田彩乃[9] 新潟在住、 桐生市出身、 ミス・アース日本代表[10]、モデル（女性部員）
- ぐんまちゃん  （宣伝部長）

## 企画
- 群馬県35市町村を巡る。

### 探せ！ググっとぐんまの鍋グ材
- 第1弾・みなかみ町（2017年12月1日）
- 第2弾・昭和村（2017年12月8日）
- 最終弾・桐生市（2017年12月15日）

### Girl'sぐんま一番in玉村町
タイムマシーン3号の2人の出番がないとディレクターから報告され、玉村町を川辺優紀子と横塚紗弥加だけの女子旅SP企画となった。フリップも女子力を意識したものとなっていた。高崎女子大学をロケ地として、訪問。フラダンスを習い、ウクレレを披露している女子コンビにインタビューを敢行。

### 上越線シリーズ
- 2018年4月6日、第１弾 あなたはもう渋川をスルーできない 伊香保温泉やグルメなど堪能。渋川市
- 4月13日、上越線シリーズ第２弾 まるごと体感！乃木坂46、欅坂46にあやかり沼田坂70と余命した。

沼田女子高等学校の生徒が作ったMAPで探索。
沼田市
- 4月20日、上越線シリーズ第３弾 日本の原風景がここに！ ふらりとめぐる春のみなかみ みなかみ町

### シリーズ企画電車バス旅
- 普段メンバーが乗らない、バスと電車を使って群馬県内を旅する企画。2019年05月17日(金)の放送。

### 博物館のシゴトーーク!
学芸員の仕事ってどんなこと？
普段は見ることのできない博物館の裏側に大潜入！
『雨上がり決死隊のトーク番組アメトーーク!』（テレビ朝日）のパロディ。

### 通常回
3ヶ月分の放送を総集編で、振り返るのも恒例。
- 4月27日　富岡市コラボして 魅力生み出す
- 5月11日　体験 下仁田ファースト物語下仁田
- 5月18日　浸透させたい 意外な榛東 榛東村
- 6月1日　銘仙から銘品へ アナタの身近に メイド・イン・伊勢崎 伊勢崎市
- 6月8日　うまさに出会う！邑楽ふれあいグルメ旅 邑楽町
- 6月15日　「カン」じるまち 館林・板倉館林市
- 7月6日　水の都東吾妻 女子旅のススメ
- 7月13日　美しき庭園へ なかのじょう花だより中之条町
- 7月20日　ワクワクがいっぱい草津「夏」物語草津町
- 7月27日、アンコール（館林市・板倉町）

【カンじるまち館林板倉】館林の「館」（カン）の字に着目して4種類の「カン」を探して、名所を巡っていく宣伝部！
- 8月10日、支えあい、あたたかな町長野原の自然を巡った。

### 群馬マラソン
- 第28回ぐんまマラソンに全員参加が決定。（2018年11月4日予定。）

### 総集編
3ヶ月分のオンエアできなかった、未公開映像や訪ねた施設のオススメなどを振り返る。

### 今週の関画伯
2019年4月5日から開始。関がエンディングにて、カンペに絵を描いて一日のロケを振り返る。

## ゲスト
- オジンオズボーン
- こばやしけん太
- Menkoiガールズ
- 河邑ミク

## 過去の出演者
- 片岡鶴太郎[11] - 前身番組「鶴太郎のぐんま一番」時代のMC（2009年〜2011年）
- 淵上詩乃-（元群馬テレビアナウンサー）いいところ見つけ隊としてレギュラー出演していた。（2009年〜2011年）
- エレファントジョン - 番組のリニューアル後、2代目のMCを務めた（2011年〜2017年3月）
- おかもとまり スペシャルゲストだったが、サプライズでレギュラー決定。（2016年4月1/8/15日、5月6/20日、6月3/10/17日））
- 川辺優紀子[12]（2016年4月〜2018年3月30日）（1年9ヶ月）

## スタッフ
- ：ナレーション 小嶋里奈・矢田優季・ 小松正英・北爪健太
- ：カメラ 田村泰紀・山田英樹
- ：音声 井上建生
- ：美術 島村 希
- ：ＣA高橋優太
- ：構成 野村安志
- ：企画 群馬県広報課
- ：小畑祥子・茂木恭子
- ：ディレクター 登坂孝泰・前島将男・七海麻衣子
- ：プロデューサー 円明良道
- 群馬エンタープライズ